# Achraf Dari
Achraf Dari (Casablanca, Marruecos, 6 de mayo de 1999) es un futbolista marroquí que juega de defensa en el Al-Ahly de la Liga Premier de Egipto.

## Trayectoria
El 30 de julio de 2022 firmó un contrato de cuatro años con el Stade Brest 29. La tarifa de traspaso pagada al Wydad Casablanca fue, al parecer, de unos 2.7 millones de euros. El 7 de agosto de 2022 debutó contra el R. C. Lens. El 21 de agosto marcó su primer gol profesional con el club en una victoria por 3-1 contra el Angers S. C. O.
El 1 de febrero de 2024 fue prestado al Royal Charleroi S. C. hasta el final de la temporada. La siguiente abandonó definitivamente el club bretón al ser traspasado al Al-Ahly egipcio.

## Selección nacional
Debutó con la selección de Marruecos en la victoria por 1-0 sobre Arabia Saudita en la Copa Árabe de la FIFA 2021.

### Participaciones en Copas del Mundo
| Mundial      | Sede  | Resultado     | Partidos | Goles |
| ------------ | ----- | ------------- | -------- | ----- |
| Mundial 2022 | Catar | Cuarto puesto | 3        | 1     |

## Estadísticas

### Clubes
Actualizado al último partido disputado el 11 de febrero de 2024.
| Club                            | Div.          | Temporada     | Liga  | Liga  | Copas nacionales | Copas nacionales | Copas internacionales | Copas internacionales | Total | Total |
| Club                            | Div.          | Temporada     | Part. | Goles | Part.            | Goles            | Part.                 | Goles                 | Part. | Goles |
| ------------------------------- | ------------- | ------------- | ----- | ----- | ---------------- | ---------------- | --------------------- | --------------------- | ----- | ----- |
| Wydad Casablanca Marruecos      | 1.ª           | 2016-17       | 1     | 0     | 0                | 0                | —                     | —                     | 1     | 0     |
| Wydad Casablanca Marruecos      | 1.ª           | 2017-18       | 3     | 0     | 0                | 0                | —                     | —                     | 3     | 0     |
| Wydad Casablanca Marruecos      | 1.ª           | 2018-19       | 26    | 3     | 4                | 0                | 13                    | 0                     | 43    | 3     |
| Wydad Casablanca Marruecos      | 1.ª           | 2019-20       | 9     | 0     | 5                | 0                | 6                     | 0                     | 20    | 0     |
| Wydad Casablanca Marruecos      | 1.ª           | 2020-21       | 26    | 3     | 0                | 0                | 10                    | 0                     | 36    | 3     |
| Wydad Casablanca Marruecos      | 1.ª           | 2021-22       | 26    | 2     | 0                | 0                | 13                    | 3                     | 39    | 5     |
| Wydad Casablanca Marruecos      | Total club    | Total club    | 91    | 8     | 9                | 0                | 42                    | 3                     | 142   | 11    |
| Stade Brest 29 Francia          | 1.ª           | 2022-23       | 18    | 1     | 2                | 0                | —                     | —                     | 20    | 1     |
| Stade Brest 29 Francia          | 1.ª           | 2023-24       | 4     | 0     | 0                | 0                | —                     | —                     | 4     | 0     |
| Stade Brest 29 Francia          | Total club    | Total club    | 22    | 1     | 2                | 0                | 0                     | 0                     | 24    | 1     |
| Royal Charleroi S. C. · Bélgica | 1.ª           | 2023-24       | 1     | 1     | —                | —                | —                     | —                     | 1     | 1     |
| Royal Charleroi S. C. · Bélgica | Total club    | Total club    | 1     | 1     | 0                | 0                | 0                     | 0                     | 1     | 1     |
| Total carrera                   | Total carrera | Total carrera | 114   | 10    | 11               | 0                | 42                    | 3                     | 168   | 13    |